# Anastasija Gončarova
Anastasija Alekseevna Gončarova (in russo Анастасия Алексеевна Гончарова?; Krasnojarsk, 10 ottobre 1999) è una combinatista nordica russa.

## Biografia
Attiva in gare FIS dal settembre del 2015, la Gončarova ha esordito in Coppa Continentale il 10 marzo 2018 a Nižnij Tagil, subito ottenendo il primo podio (3ª), e in Coppa del Mondo nella gara inaugurale del circuito femminile, disputata il 18 dicembre 2020 a Ramsau am Dachstein (10ª); ai successivi Mondiali di Oberstdorf 2021, sua prima presenza iridata, è stata squalificata nel trampolino normale.

## Palmarès

### Coppa del Mondo
- Miglior piazzamento in classifica generale: 10ª nel 2021

### Coppa Continentale
- Miglior piazzamento in classifica generale: 7ª nel 2018
- 1 podio (individuale):
  - 1 terzo posto